# Phan Thanh Hà
Phan Thanh Hà là một Thiếu tướng Công an nhân dân Việt Nam. Ông từng giữ chức vụ Cục trưởng Cục Quản lí phạm nhân, trại viên (Cục C85), Tổng cục Cảnh sát Thi hành án hình sự và Hỗ trợ Tư pháp, Bộ Công an (Việt Nam). Ông từng giữ chức vụ Giám đốc Công an tỉnh Quảng Bình.

## Sự nghiệp
Ông sinh ra và lớn lên ở tỉnh Quảng Bình. Ông từng là học sinh trường Trung học phổ thông Đồng Hới, Quảng Bình.
Năm 2003 đến 2008, ông là Đại tá, Bí thư Đảng ủy, Giám đốc Công an tỉnh Quảng Bình.
Ngày 4/6/2008, Thủ tướng Chính phủ ban hành Quyết định thăng cấp bậc hàm cho ông từ Đại tá lên Thiếu tướng, lúc này ông đang giữ chức Giám đốc Công an tỉnh Quảng Bình.
Năm 2009, ông là Thiếu tướng, Uỷ viên Thường vụ Tỉnh uỷ, Giám đốc Công an tỉnh Quảng Bình.
Năm 2013, ông là Thiếu tướng, Cục trưởng Cục Quản lí phạm nhân, trại viên (Cục C85), Bộ Công an Việt Nam.

## Phong tặng
- Thiếu tướng Công an nhân dân Việt Nam (2008)